# Доси Моронари (Тренто)
Доси Моронари је насеље у Италији у округу Тренто, региону Трентино-Јужни Тирол.
Према процени из 2011. у насељу је живело 26 становника. Насеље се налази на надморској висини од 641 м.